# Premio per il migliore film canadese
Il premio per il migliore film canadese è un riconoscimento cinematografico assegnato annualmente dal Toronto International Film Festival al lungometraggio nazionale giudicato come il più apprezzabile degli ultimi dodici mesi. A partire dal 2017 il premio viene sponsorizzato dalla società di abbigliamento Canada Goose e ha conseguentemente assunto la denominazione di Canada Goose Award for Best Canadian Feature Film.

## Vincitori
| Anno | Film                                                                        | Regista                      | Onorificenze dell'ACCT                               | Note          |
| ---- | --------------------------------------------------------------------------- | ---------------------------- | ---------------------------------------------------- | ------------- |
| 1984 | La femme de l'hôtel                                                         | Léa Pool                     | Nomination Miglior film (6th Genie Awards)           |               |
| 1985 | Canada's Sweetheart: The Saga of Hal C. Banks                               | Donald Brittain              |                                                      |               |
| 1986 | Il declino dell'impero americano (Le déclin de l'empire américain)          | Denys Arcand                 | Miglior film (8th Genie Awards)                      |               |
| 1987 | Black Comedy... (Family Viewing)                                            | Atom Egoyan                  | Nomination Miglior film (9th Genie Awards)           |               |
| 1988 | L'ultima scelta di Max (The Outside Chance of Maximilian Glick)             | Allan A. Goldstein           | Nomination Miglior film (10th Genie Awards)          |               |
| 1989 | Roadkill                                                                    | Bruce McDonald               |                                                      |               |
| 1990 | H                                                                           | Darrell Wasyk                |                                                      |               |
| 1991 | The Adjuster                                                                | Atom Egoyan                  |                                                      |               |
| 1992 | Requiem pour un beau sans-coeur                                             | Robert Morin                 | Nomination Miglior film (13th Genie Awards)          |               |
| 1992 | Menzione d'onore: Leolo (Léolo)                                             | Jean-Claude Lauzon           | Nomination Miglior film (13th Genie Awards)          | [ 2 ]         |
| 1993 | Kanehsatake: 270 Years of Resistance                                        | Alanis Obomsawin             | Nomination Miglior documentario (15th Genie Awards)  |               |
| 1994 | Exotica (Exotica)                                                           | Atom Egoyan                  | Miglior film (15th Genie Awards)                     |               |
| 1995 | Live Bait                                                                   | Bruce Sweeney                |                                                      | [ 3 ]         |
| 1996 | Long Day's Journey into Night                                               | David Wellington             | Nomination Miglior film (17th Genie Awards)          |               |
| 1997 | Il giardino dei ricordi (The Hanging Garden)                                | Thom Fitzgerald              | Nomination Miglior film (18th Genie Awards)          |               |
| 1997 | Il dolce domani (The Sweet Hereafter)                                       | Atom Egoyan                  | Miglior film (18th Genie Awards)                     |               |
| 1998 | Nô                                                                          | Robert Lepage                |                                                      |               |
| 1999 | I cinque sensi (The Five Senses)                                            | Jeremy Podeswa               | Nomination Miglior film (20th Genie Awards)          |               |
| 2000 | waydowntown                                                                 | Gary Burns                   |                                                      | [ 4 ]         |
| 2000 | Menzione d'onore: Maelström                                                 | Denis Villeneuve             | Miglior film (21st Genie Awards)                     | [ 4 ]         |
| 2001 | Atanarjuat il corridore (Atanarjuat)                                        | Zacharias Kunuk              | Miglior film (22nd Genie Awards)                     | [ 5 ]         |
| 2002 | Spider (Spider)                                                             | David Cronenberg             |                                                      |               |
| 2003 | Le invasioni barbariche (Les Invasions barbares)                            | Denys Arcand                 | Miglior film (24th Genie Awards)                     | [ 6 ]         |
| 2004 | It's All Gone Pete Tong                                                     | Michael Dowse                | Nomination Miglior film (25th Genie Awards)          |               |
| 2005 | C.R.A.Z.Y. (C.R.A.Z.Y.)                                                     | Jean-Marc Vallée             | Miglior film (26th Genie Awards)                     | [ 5 ]         |
| 2006 | Manufactured Landscapes                                                     | Jennifer Baichwal            | Miglio documentario (27th Genie Awards)              | [ 7 ]         |
| 2006 | Menzione d'onore: Monkey Warfare                                            | Reginald Harkema             |                                                      | [ 7 ]         |
| 2007 | My Winnipeg                                                                 | Guy Maddin                   | Nomination Miglior documentario (29th Genie Awards)  |               |
| 2008 | Lost Song                                                                   | Rodrigue Jean                |                                                      |               |
| 2009 | Cairo Time                                                                  | Ruba Nadda                   |                                                      |               |
| 2010 | La donna che canta (Incendies)                                              | Denis Villeneuve             | Miglior film (31st Genie Awards)                     | [ 8 ]         |
| 2011 | Monsieur Lazhar (Monsieur Lazhar)                                           | Philippe Falardeau           | Miglior film (32nd Genie Awards)                     | [ 9 ]         |
| 2012 | Laurence Anyways e il desiderio di una donna... (Laurence Anyways)          | Xavier Dolan                 | Nomination Miglior film (1st Canadian Screen Awards) | [ 10 ]        |
| 2013 | When Jews Were Funny                                                        | Alan Zweig                   |                                                      | [ 11 ]        |
| 2014 | Félix et Meira                                                              | Maxime Giroux                | Nomination Miglior film (3rd Canadian Screen Awards) | [ 12 ]        |
| 2015 | Closet Monster                                                              | Stephen Dunn                 |                                                      | [ 13 ]        |
| 2015 | Menzione d'onore: Guibord s'en va-t-en guerre                               | Philippe Falardeau           | Nomination Miglior film (4th Canadian Screen Awards) |               |
| 2016 | Ceux qui font les révolutions à moitié n'ont fait que se creuser un tombeau | Mathieu Denis e Simon Lavoie | Nomination Miglior film (5th Canadian Screen Awards) | [ 14 ] [ 15 ] |
| 2017 | I famelici (Les affamés)                                                    | Robin Aubert                 | Nomination Miglior film (6th Canadian Screen Awards) | [ 16 ]        |
| 2017 | Honourable mention: La petite fille qui aimait trop les allumettes          | Simon Lavoie                 | Nomination Miglior film (6th Canadian Screen Awards) | [ 16 ]        |
| 2018 | La disparition des lucioles                                                 | Sébastien Pilote             |                                                      | [ 17 ]        |